# Hervé Zwirn
Hervé Zwirn, né le 6 octobre 1954, est un physicien et épistémologue français.
Il a été Professeur Associé à l'UFR de Physique de l'Université Paris 7, Directeur de Recherche
au CNRS et Directeur Exécutif du Consortium de Valorisation Thématique Athéna. Il est
actuellement Chercheur Associé au Centre de Mathématiques Appliquées de l'École normale supérieure Paris-Saclay et Chercheur Associé à L'institut d'histoire et de philosophie des sciences et des techniques de l'université Paris-I.

## Biographie

### Formation
Diplômé de l'École polytechnique (1975) et de l'École nationale supérieure des télécommunications (1980), Hervé Zwirn a soutenu une thèse en physique théorique à l'Université Paris VI en 1988.

### Carrière professionnelle
Il a été directeur général adjoint de la MNEF (rapport 1778 de l'Assemblée Nationale). 
Après avoir été directeur général du groupe Steria, Hervé Zwirn devient en 2000 président de Eurobios, société qui utilise les outils et méthodes développées par l'étude des systèmes complexes pour traiter des problèmes des grandes entreprises.

### Carrière scientifique
Depuis 2001, il est chercheur associé à l'Institut d'histoire et de philosophie des sciences et des techniques (IHPST), où il anime depuis son arrivée un séminaire mensuel sur la complexité.
Depuis 2002, il est rattaché au laboratoire de mathématiques appliquées de l'École normale supérieure Paris-Saclay. 
Il est membre fondateur de la société de philosophie des sciences créée en octobre 2002.[réf. nécessaire]
Durant l'année universitaire 2002/2003, il a coordonné la mise  au point d'un programme de recherche coopérative sur l'émergence des aptitudes cognitives dans les systèmes complexes. Il
a représenté entre 2003 et 2007[réf. nécessaire] le CNRS au sein du comité de pilotage de l'Action Concertée Incitative « Systèmes complexes » .
Il est président du Collège de Physique et de Philosophie (www.cphi2.org) fondé à l’initiative de
Bernard d’Espagnat en 2009. Il organise dans ce cadre à l'Institut de France un séminaire régulier de réflexion sur les fondements de la physique. Les séances de ce séminaire sont accessibles en vidéo sur sa chaine Youtube.
Il a été Professeur Associé à l’UFR de Physique à l’Université Paris-Diderot de 2009 à 2012 puis
Directeur de Recherche au CNRS en 2013.
Après avoir été chargé de mission au Ministère de l'Enseignement Supérieur et de la Recherche,
il est nommé en mars 2013 directeur exécutif du Consortium de Valorisation Thématique de
l'Alliance Athena, organisme créé dans le cadre du Programme d’Investissements d’Avenir et
chargé de la valorisation des recherches menées dans les laboratoires du CNRS et des
Universités en Sciences Humaines et Sociales.

### Carrière politique
Hervé Zwirn a été conseiller municipal (UMP) de Morsang-sur-Orge de 2006 à 2014. Il a
également été Conseiller Communautaire durant cette période. Candidat aux élections cantonales des 20 et 27 mars 2011, dans le canton de Morsang-sur-Orge et Fleury-Mérogis, il est soutenu par l'UMP et le Nouveau Centre mais est éliminé au premier tour.

## Domaines de recherche
Ses recherches portent sur la philosophie de la physique (en particulier les interprétations de la
mécanique quantique), l'épistémologie formelle et la modélisation des raisonnements ainsi que
sur les mathématiques des systèmes complexes.
Dans le domaine scientifique, il a tout d'abord développé dans sa thèse d'État un modèle de lagrangien phénoménologique pour  l’unification des interactions fortes, faibles et électromagnétiques des pions, des nucléons et des leptons. Ses travaux se sont ensuite orientés vers les fondements et les interprétations de la mécanique quantique. Il s'est particulièrement intéressé au problème de la mesure et à ses aspects philosophiques qu'il a analysés en détail en 2000 dans Les limites de la connaissance, un ouvrage qui lui a valu le prix Lequeux de l'Académie des sciences.
Il a également travaillé en philosophie générale des sciences en étudiant les fondements des théories empiriques, leur confirmation et le problème du réalisme
.
Dans le domaine de l'épistémologie formelle il a formulé une démonstration de l'impossibilité de construire une logique inductive dans le cadre des probabilités standard et la nécessité de se placer dans le cadre plus large des fonctions de Dempster-Schafer,. 
Il a aussi construit une formalisation axiomatique du raisonnement abductif, raisonnement qui consiste à inférer des causes à partir de la donnée de leurs effets et, plus récemment, une
modélisation du raisonnement par analogie.
En 2006, il a  proposé une modélisation des préférences en théorie de la décision faisant appel au cadre mathématique de la mécanique quantique.
Un autre de ses domaines de recherche est celui des systèmes complexes.
Il s'est intéressé notamment à la notion d'émergence et a proposé récemment (en collaboration avec Jean-Paul Delahaye) une formalisation du concept d'irréductibilité computationnelle (Unpredictability and Computational Irreducibility ), qui peut avoir des conséquences sur l’étude de la compréhension
des algorithmes qui sont à la base des systèmes d’Intelligence Artificielle.
Il a développé une interprétation de la mécanique quantique qui permet de résoudre le problème
de la mesure et qui porte le nom de « solipsisme convivial ».

## Distinction
- Prix Lequeux de l'Académie des sciences en 2000 pour son ouvrage Les limites de la connaissance.

### Débats
- Léna Soler (dir.), Michel Bitbol, Pascal Engel, Bernard d'Espagnat, Paul Gochet et Hervé Zwirn, Philosophie de la physique : Dialogue à plusieurs voix autour de controverses contemporaines et classiques, Paris, L'Harmattan, 2006, 204 p. (ISBN 2-296-00857-7, BNF 40180016).
- [vidéo] « L'homme a besoin d'écrire une histoire »